# The Hunting Party (Lost)
"The Hunting Party" (da. titel Jagtselskabet) er det 35. afsnit af tv-serien Lost. Episoden blev instrueret af Stephen Williams og skrevet af Elizabeth Sarnoff & Christina M. Kim. Det blev første gang udsendt 18. januar 2006, og karakteren Jack Shephard vises i afsnittets flashbacks.

## Handling
I et flashback, Jacks ægteskab får sin pris, da han bliver alt for involveret i en patient og hendes familie. Tilbage på øen, ledesager Jack, Locke og Sawyer hinanden i søgen efter Michael. Da natten falder på møder de en de kender, som påstår han er en af de Andre. Tilbage i lejren, forslår Jack Ana Lucia en meget interessant tilbud. 